# Stictotarsus duodecimpustulatus
Stictotarsus duodecimpustulatus  (лат.) — вид жесткокрылых семейства плавунцов.

## Описание
Жук длиной 5,5-6 мм. Тело самца блестящее, а самки матовое. Темя, переднегрудь и задние края переднеспинки затемнены. Надкрылья чёрные с жёлтой боковой каймой и несколькими жёлтыми пятнами. В диплоидном хромосомном наборе 27 пар хромосом.